# 나폴레옹 (2023년 영화)
《나폴레옹》(영어: Napoleon)은 2023년 개봉한 미국의 서사, 역사 드라마 영화이다. 리들리 스콧이 감독을 맡았으며, 배우 호아킨 피닉스가 나폴레옹 역을 맡는다.

## 출연진
- 호아킨 피닉스 - 나폴레옹 보나파르트 역
- 바네사 커비 - 조제핀 드 보아르네 역
- 타하르 라힘 - 폴 바라스 역
- 벤 마일스 - 콜랭쿠르
- 뤼디빈 사니에 - 테레사 카바루스 / 마담 탈리앵
- 매슈 니덤 - 뤼시앵 보나파르트
- 유세프 케르쿠르 - 루이 니콜라 다부
- 필 콘웰 - 샤를앙리 상송
- 에두아르 필리포나 - 차르 알렉산드르
- 이언 맥니스
- 폴 리스
- 존 홀링워스
- 개빈 스포크스
- 마크 보너